# Дятлов, Юрий Николаевич
Юрий Николаевич Дятлов (30 марта 1953 — 10 января 2021) — советский хоккеист, защитник. Мастер спорта СССР.

## Биография
На юношеско-молодёжном уровне выступал за челябинский «Трактор» и «Звезду» Чебаркуль. В первенстве СССР дебютировал в сезоне-1971/72 второй лиги в составе «Звезды». Затем выступал за свердловские СКА (1972/73 — 1975/76) и «Автомобилист» (1976/77 — 1979/80).
В высшей лиге провёл три сезона (1977/78 — 1979/80), сыграл 85 матчей.
Скончался 10 января 2021 года.